# Home Ain't Where His Heart is (Anymore)
«Home Ain't Where His Heart is (Anymore)» es una canción escrita y producida por la cantante canadiense Shania Twain y el productor Robert Lange para el segundo álbum de Twain The Woman in Me (1995). Se lanzó cómo séptimo sencillo del álbum en julio de 1996. La balada fue el primer sencillo de The Woman in Me que no alcanzaba el top 20 en la lista de canciones country.
Twain interpretó la canción en un medley en su primera gira de conciertos el Come on Over tour (1998-1999).

## Crítica
La revista Billboard le dio una crítica bastante favorable a la canción llamándola una "poderosa y afectiva balada".

## Vídeo Musical
El videoclip se filmó en Montreal, Quebec el 9 de julio de 1996, bajo la dirección de Steven Goldmann. El vídeo caracteriza a Twain cómo una esposa y madre y muestra los tiempos difíciles  por los que está atravesando, tal como dice la canción.
El vídeo está disponible en el DVD de Twain The Platinum Collection.

## Recepción
"Home Ain't Where His Heart is (Anymore)" debutó en el Billboard Hot Country Singles & Tracks (lista de canciones country) en la semana del 10 de agosto de 1996 en el número 66. Permaneció en la lista durante 14 semanas y alcanzó su punto máximo el 5 de octubre de 1996 en el número 28. Fue el primer sencillo de The Woman in Me que no alcanzó el top 20.

## Versiones
- Album Version (4:12)
- Radio Edit (3:59)

## Listas
| Listas                                         | Posición Alcanzada |
| ---------------------------------------------- | ------------------ |
| EE. UU. Billboard Hot Country Singles & Tracks | 28                 |
| Canadá RPM Country Singles                     | 7                  |